# Maskerad (film, 1934)
Maskerad är en österrikisk komedifilm från 1934 i regi av Willi Forst. För manus stod Willi Forst och Walter Reisch. Den gjordes 1935 i en amerikansk version som fick titeln Escapade.

## Handling
Filmen utspelas kring sekelskiftet 1900 i Wien. Efter en maskeradbal målar konstnären Ferdinand von Heidenick ett ekivokt porträtt av kirurgfrun Gerda, endast iförd en maskeradmask och en muff. När han får frågan om vem kvinnan på målningen är hittar han på namnet Leopoldine Dur. Men han får stora problem då han snart möter en riktig kvinna med precis det namnet.

## Rollista
- Paula Wessely - Leopoldine
- Adolf Wohlbrück - von Heideneck
- Olga Tjechova - Anita Keller
- Hans Moser - Zacharias
- Walter Janssen - Paul Harrandt
- Peter Petersen - professor Harrandt
- Hilde von Stolz - Gerda
- Julia Serda - furstinnan M.